# Zodiac Suite

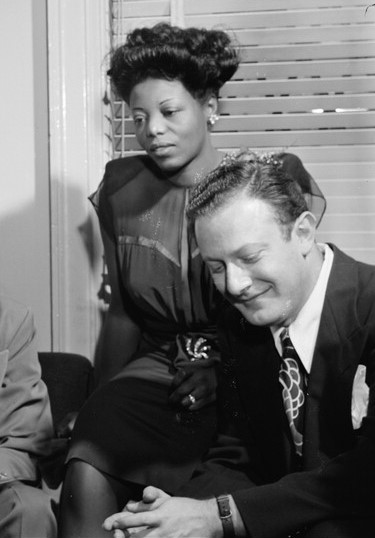
메리 루 윌리엄스와 《Zodiac Suite》의 편곡에 도움을 준 밀트 오렌트

《Zodiac Suite》는 미국의 재즈 피아니스트이자 작곡가인 메리 루 윌리엄스가 작곡한 12곡의 재즈 음악 모음곡을 의미한다. 재즈와 함께 클래식 음악의 요소를 활용하였으며, 윌리엄스는 모더니즘의 영향을 받은 작곡과 편곡을 선보였다. 모음곡의 각 노래는 점성술의 별자리와 그 별자리에 해당하는 음악가나 연주자로부터 영감을 받았다. 1942년부터 음악을 작곡하기 시작해, 1945년 작곡을 마쳤다.
윌리엄스는 처음에 애시 레코드를 위한 트리오의 일부로 이 모음곡을 녹음했고, 이후 더 큰 그룹과 함께 두 번의 주목할 만한 공연을 진행했다. 첫 번째는 챔버 재즈 그룹과 함께한 것이었고, 두 번째 공연은 뉴욕 카네기 홀에서 심포니 오케스트라와 협연한 것이었다. 이 공연은 윌리엄스에게 큰 타격을 입혔고, 얼마 지나지 않아 윌리엄스는 공연을 쉬었다.
애시 레코드의 음반은 비평가들로부터 호평을 받았지만, 두 콘서트에 대한 당대의 반응은 엇갈렸다. 《Zodiac Suite》는 클래식과 재즈 음악의 융합을 보여주는 초기 사례로 꼽히며, 윌리엄스의 녹음과 초기 연주는 재즈 역사에서 돌파구로 인정받고 있다.

## 음악
모음곡의 대부분은 다른 연주자와 그들의 별자리에 헌정되거나 영향을 받았다. 〈Aries〉는 벤 웹스터와 빌리 홀리데이, 〈Taurus〉는 듀크 엘링턴, 〈Gemini〉는 쇼티 베이커, 〈Cancer〉는 램 데이비스, 〈Leo〉는 빅 디킨슨, 〈Libra〉는 아트 테이텀, 디지 길레스피, 버드 파월, 셀로니어스 몽크, 찰리 파커, 존 콜트레인, 〈Scorpio〉는 에설 워터스, 캐서린 던햄, 알 루카스, 〈Sagittarius〉는 에디 헤이우드, 〈Capricorn〉은 펄 프라이머스와 프랭키 뉴턴, 〈Aquarius〉는 조쉬 화이트와 어사 키트, 〈Pisces〉는 알 홀과 바니 조셉슨이었다.

## 모음곡
《Zodiac Suite》는 아래와 같이 구성되어 있다. 시간은 1945년 애시 레코드 음반의 시간이다.
- Aries – 1:51
- Taurus – 2:35
- Gemini – 2:12
- Cancer – 2:34
- Leo – 1:45
- Virgo – 2:29
- Libra – 2:11
- Scorpio – 3:04
- Sagittarius – 1:52
- Capricorn – 2:41
- Aquarius – 3:40
- Pisces – 2:34

## 녹음
데이브 더글러
- "Aries" on Soul on Soul (RCA, 2000)

버지니아 메이휴 콰르텟
- "Cancer" on Mary Lou Williams – The Next 100 Years (Renma, 2011)[2]

크리스 파티셜:
- Zodiac (self-published, 2021)[3]

메리 루 윌리엄스:
- Zodiac Suite (Asch Records, 1945) - original issue; (Smithsonian/Folkways, 1995) - 재발매[4]
- The Complete Town Hall Concert of December 31, 1945 (Jazz Classics Records, 1996)
- "Virgo", "Libra" and "Aries" on Dizzy Gillespie at Newport (Verve, 1957)

메리 루 윌리엄스 콜렉티브 (a group consisting of Geri Allen, Andrew Cyrille, Billy Hart, Buster Williams):
- Zodiac Suite: Revisited (Mary Records, 2006)[5]

양정림
- Zodiac Suite: Reassured (Fresh Sound New Talent, 2022)[6]

아론 딜 앤 더 나이츠
- Zodiac Suite (Mack Avenue, 2023)[7]